# Bathypogon boebius
Bathypogon boebius är en tvåvingeart som först beskrevs av Walker 1849.  Bathypogon boebius ingår i släktet Bathypogon och familjen rovflugor. Inga underarter finns listade i Catalogue of Life.